# Улица Дзирнаву (Рига)
Улица Дзи́рнаву ([зы], латыш. Dzirnavu iela, в переводе Мельничная, Жерновная) — одна из ключевых улиц в центральной части Риги. Начинается от перекрёстка с улицей Пулквежа Бриежа, на территории бывших Выгонных дамб, масштабная жилая застройка которых началась во второй половине XIX века (здания в стиле эклектики, преимущественно в традициях неоклассицизма и немецкой неоготики). Заканчивается в историческом Московском форштадте на пересечении с улицей Ластадияс, продолжаясь как безымянная пешеходная зона до улицы Маза Краста. Общая длина улицы — 3081 метр.

## История формирования
Улица Мельничная (латыш. Dzirnavu, нем. Mühlenstrasse) упоминается уже в XVIII веке в связи с мельничными прудами, которые располагались ещё в XVI—XVII веках на сельскохозяйственных пастбищных землях недалеко от начала улицы. Название улица получила от мельниц, которые находились поблизости: в 1754 году на карте рижских предместий упоминаются мельницы между Большой Песчаной и Банной улицами. Таким образом, улица Дзирнаву — это одна из старейших улиц Петербургского предместья, сохранившая первоначальное название. Она начиналась от старой улицы Лазаретной, от песчаных оборонительных рвов, проектированием которых занимался шведский инженер-фортификатор И. Роденбург. Пересекала Большую Песчаную улицу (ныне Бривибас) и Банную (ныне улица Кришьяня Барона). В 1885 году Мельничная улица была продлена в обоих направлениях: с юга к ней была присоединена Большая Канатная улица (Grosse Reeperstrasse), которая продолжалась до набережной, а с севера — так называемая Мельничная дамба, упоминаемая с 1876 года и выходившая к Первой выгонной дамбе (ныне улица Пулквежа Бриежа). В результате протяжённость улицы превысила три километра.
По мере сноса старинной деревянной застройки в рамках развития строительства доходных домов в конце XIX — начале XX века, которое курировала Рижская строительная инспекция, на улице Дзирнаву были возведены каменные пяти- и шестиэтажные здания, которые отвечали концепции национального романтизма. В довоенное время здесь располагалось сравнительно много трактиров, питейных заведений и домов «красных фонарей», из-за чего улица приобрела несколько скандальную репутацию.

## Единственная смена названия

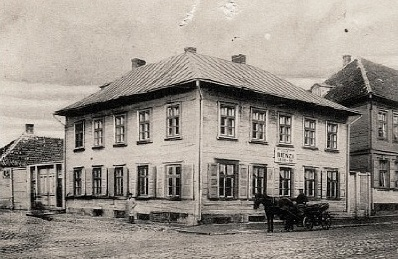
Дом, в котором жил Рихард Вагнер. В 1912 году на его месте построено ныне существующее здание по ул. Бривибас, 33.

Единственный раз за свою историю меняла название в период нацистской оккупации, когда была названа в честь композитора Рихарда Вагнера, который с 1837 по 1839 год проживал в деревянном доме на перекрёстке с Александровской (не сохранился до наших дней) у русского купца Бодрова. Там он интенсивно работал над оперой «Риенци». Деревянная постройка была снесена, а новый дом был возведён по проекту латвийского архитектора Эйжена Лаубе. После освобождения Риги в 1944 году улица вернула название Дзирнаву.

## Архитектурные доминанты
На улице расположены здания, построенные преимущественно в стиле национального романтизма в период до Первой мировой войны. В то же время сохранилась аутентичная деревянная застройка, например, на участке от Пулквежа Бриежа до Антонияс и от Эмилии Беньямин до Ластадияс. По улице Дзирнаву не курсирует общественный транспорт (кроме маршрутных такси). На участке от улицы Пулквежа Бриежа до улицы Эрнеста Бирзниека-Упиша движение одностороннее, а дальше, до улицы Ластадияс, — двустороннее.

## Известные жители и достопримечательности
- С 1900 по 1915 год в доме № 3 проживал российский химик Пауль Вальден.
- В доме № 16 первые 5 лет жизни провёл Аркадий Райкин.
- В доме на перекрёстке Дзирнаву и Кришьяня Валдемара (№ 27/29) однажды останавливался Фёдор Иванович Шаляпин — в квартире у своего друга, врача по профессии, хотя обычно певец предпочитал гостиницу «Метрополь». В советский период здесь располагался известный ресторан «Таллин».
- На углу улицы Дзирнаву и Ластадияс находился знаменитый трактир «Волга» ресторатора Д. И. Тарасова, где также бывал Ф. И. Шаляпин. Впоследствии трактир переехал на улицу Ильинскую, 6[3].

## Прилегающие улицы
Улица Дзирнаву пересекается со следующими улицами:
- улица Пулквежа Бриежа
- улица Гану
- улица Медниеку
- улица Стрелниеку
- улица Антонияс
- улица Заля
- улица Ерузалемес
- улица Кришьяня Валдемара
- улица Сколас
- улица Базницас
- улица Бривибас
- улица Тербатас
- улица Кришьяня Барона
- улица Марияс
- улица Эрнеста Бирзниека-Упиша
- улица Сатеклес
- улица Вилхелма Пурвиша / улица Абренес
- улица Карля Миленбаха
- улица Риепниеку
- улица Езусбазницас
- улица Фирса Садовникова
- улица Эмилии Беньямин
- улица Элияс
- улица Ластадияс